# Hepstedt
Hepstedt er en kommune i Samtgemeinde Tarmstedt med knap 1.000 indbyggere (2013). Den ligger i den vestlige del af Landkreis Rotenburg (Wümme), i den nordlige del af den tyske delstat Niedersachsen. Samtgemeindens administration ligger i byen Tarmstedt.

## Geografi
Hepstedt ligger omkring 4 km nord for Tarmstedt, og i kommunen ligger det 22 hektar store naturschutzgebiet Hinter dem Wieh Brock (de)